# Sajjad Anoushiravani
Sajjad Anoushiravani Hamlabad (pers. سجاد انوشیروانی حمل‌آباد; ur. 12 maja 1984 w Ardabil) – irański sztangista, wicemistrz olimpijski.
Startował w kategorii wagowej powyżej 105 kg. W 2010 roku został brązowym medalistą igrzysk azjatyckich, dwa lata później zaś wystąpił na igrzyskach olimpijskich w Londynie, gdzie wywalczył srebrny medal. Rozdzielił na podium swego rodaka - Behdada Salimiego i Jeona Sang-guena z Korei Południowaej.
Zdobył też srebrny medal na mistrzostwach świata w Paryżu w 2011 roku, ponownie ulegając tylko Salimiemu.

## Osiągnięcia
| Rok  | Zawody                      | Miasto | Miejsce | Kategoria      | Wynik  |
| ---- | --------------------------- | ------ | ------- | -------------- | ------ |
| 2011 | Mistrzostwa świata          | Paryż  | 2       | powyżej 105 kg | 439 kg |
| 2012 | Letnie Igrzyska Olimpijskie | Londyn | 2       | +105 kg        | 449 kg |